# Friedrich Leesemann
Friedrich Leesemann (* 19. April 1893 in Hamburg; † 31. Dezember 1976 in Lichtenwald) war ein deutscher Generalmajor der Luftwaffe der Wehrmacht während des Zweiten Weltkriegs.

## Leben
Leesemann trat am 1. Oktober 1912 in das kaiserliche Heer ein und diente anfangs in der Infanterie. Nachdem er am 6. Juni 1916 zum Leutnant befördert wurde, begann er am 25. Februar 1917 eine Flugbeobachterausbildung bei der Fliegertruppe in der Fliegerersatz-Abteilung 11. Dem schloss sich ab dem 5. April 1917 eine Funkausbildung an, bevor er ab dem 16. Mai 1917 zur Beobachterschule nach Jüterbog ging. Nach Beendigung seiner Ausbildung kam er am 10. September 1917 erst zum Armeeflugpark Süd, dann zur Flieger-Abteilung A 230 und ab dem 22. März 1918 zur Flieger-Abteilung 11. Über die Jagdgruppe 3 wechselte er dann zur Flieger-Abteilung A 281, wo er das Kriegsende erlebte.
Anschließend kehrte er zum Heer zurück und wurde in die Reichswehr übernommen. Am 24. November 1933 trat er der SA bei. Zum 1. Oktober 1934 ging er als Hauptmann zur neu gegründeten Luftwaffe und diente anfangs im Reichsluftfahrtministerium (RLM). Anschließend ließ er sich als Taktiklehrer ausbilden und diente ab dem 1. Juni 1935 als Lufttaktiklehrer bei der Fliegergruppe Lechfeld. Nach seiner Beförderung zum Major am 1. September 1935 ging er zurück ins RLM in die Abteilung L.A. III und kehrte am 1. Oktober 1937 als Lufttaktiklehrer nach Lechfeld zurück. Ab dem 1. Januar 1938 war er Staffelkapitän einer Bomberstaffel des Kampfgeschwaders 153, wo er am 1. März 1938 zum Oberstleutnant befördert wurde. Anschließend wurde er Gruppenkommandeur der Kampfgruppe z.b.V. 4, einer Transportfliegergruppe, bevor er am 22. Oktober, nach dem Anschluss Österreichs an das Deutsche Reich, zum Luftwaffenkommando Österreich versetzt wurde. Kurz danach wurde er in Klagenfurt Kommandeur der Flieger-Ersatz-Abteilung 14 sowie gleichzeitig Fliegerhorstkommandeur. Nach seiner Beförderung zum Oberst am 1. Januar 1941 wurde er am 9. Februar 1942 Kommandeur des Luftwaffen-Feldregiments 4 und anschließend ab dem 13. November 1942 Höherer Kommandeur der Flieger-Ausbildung-Regimenter der Luftwaffe. Er stieg am 12. April zum Kommandeur der Flieger-Ersatz-Division auf und erhielt am 1. August 1944 die Beförderung zum Generalmajor. Er geriet am 8. Mai 1945, nach der bedingungslosen Kapitulation der Wehrmacht, in alliierte Kriegsgefangenschaft, aus der er 1947 wieder entlassen wurde.